# Live from SoHo (álbum de Maroon 5)
Live from SoHo es el segundo álbum en vivo de Maroon 5, lanzado el 25 de marzo y es un EP exclusivo de iTunes. Fue grabado en el Soho Apple Store en Nueva York.

## Lista de canciones
1. "If I Never See Your Face Again" – 4:53
2. "Makes Me Wonder" – 4:17
3. "Little of Your Time" – 2:34
4. "Wake Up Call" – 4:10
5. "Won't Go Home Without You" – 3:59
6. "Nothing Lasts Forever" – 4:00

## Trivia
- Durante la introducción de "Nothing Lasts Forever" el vocalista Adam Levine habla acerca de cómo nace esta canción y, como fue la relación que tuvieron cuando él y Kanye West grabaron Heard 'Em Say (del disco Late Registration).
- Este disco es una parte en vivo de It Won't Be Soon Before Long.

- Datos: Q598895